# Пролетарский район (Акмолинский округ)
Пролетарский район — единица административного деления Акмолинского округа Казакской АССР, существовавшая в 1928—1930 годах. Центр — село Донское.
Пролетарский район был образован в 1928 году в составе Акмолинского округа на базе Пролетарской и Свободной волостей Атбасарского уезда Акмолинской губернии. В 1930 году район был упразднён, а его территория присоединена к Есильскому району.